# ジャコヴァ
座標: 北緯42度22分57秒 東経20度26分8秒 / 北緯42.38250度 東経20.43556度
ジャコヴァまたはジャコヴィツァ（アルバニア語: Gjakova / Gjakovë, セルビア語: Ђаковица / Đakovica）は、コソボ西部の都市および基礎自治体である。また、ジャコヴァ郡の行政的な中心都市で2011年現在の基礎自治体の人口は94,158人である。「ジャコバ」という表記もある。

## 人口・民族構成
2011年現在、市街に48,000人が居住し基礎自治体全体では94,158人が居住する。欧州安全保障協力機構（OSEC）によれば自治体内の人口構成は92%をアルバニア人が、1%をセルビア人が、残りの7%をその他の民族が占めている。1999年以降、セルビア系の人々はジャコヴァからは極端に減っている。

## 歴史
セルビアの歴史的文献によればジャコヴィツァまたはジャコヴァは14世紀後半に設立された。セルビア人貴族ヴク・ブランコヴィッチの配下であるヤコヴという人物がここに修道院を作って自身の名前を冠し、その後その名前が町の名前にもなった。アルバニア語で"gjak" は血を意味する言葉で、アルバニア人の伝統的な氏族関係に関連する。1454年までジャコヴィツァはブランコヴィッチの統治下にあったが、その後オスマン帝国に支配される。オスマンの土地台帳の調査によれば、ジャコヴィツァの村には65のセルビア人と2つのアルバニア人の住居があったとされる。16世紀になると今日のメトヒヤ地域へのアルバニア人の移住により、アルバニア人人口が増加し始める。

### バルカン戦争
ジャコヴァはバルカン戦争時、セルビア・モンテネグロの軍によって大きな被害を受けている。1912年のニューヨーク・タイムズの報道ではオーストリア＝ハンガリー帝国の情報を引用し、人々は道の両脇で絞首刑に処されジャコヴァは「絞首台の通り」になっているとしている。当時、ジャコヴァはモンテネグロの憲兵隊などによる非キリスト教徒などに対する迫害と暴力の場となっていた。

### コソボ紛争
コソボ紛争時、ICYTやOSCEなどによればジャコヴァの75%の市民は強行的にセルビア警察や準軍事組織、ユーゴスラビア軍によって町から追放されその過程で多くの市民が殺害されたとしている。 町は放火や略奪を介してだけではなく、ユーゴスラビア政府の治安部隊とコソボ解放軍との交戦によって大部分は破壊された。ジャコヴァでのユーゴスラビアの治安部隊の行為は国連で戦争犯罪として当時の大統領であったスロボダン・ミロシェヴィッチは告発されている。ほとんどのアルバニア人は終戦後に戻って来ており、2001年の民主的な選挙によってコソボ民主連盟が勝利した。商業施設や工場が再開されたり、新たなテレビ局やラジオ局が開局するなど復興も進んでいる。

## 姉妹都市
- シュコドラ、アルバニア

## ジャコヴァ出身の人物
- ブリム・クケリ - サッカー選手。
- フラカ・クレラニ - 歌手。
- ベスニク・ハシ - サッカー選手・サッカー指導者。
- アティフェテ・ヤヒヤガ - コソボ共和国大統領。

## ギャラリー

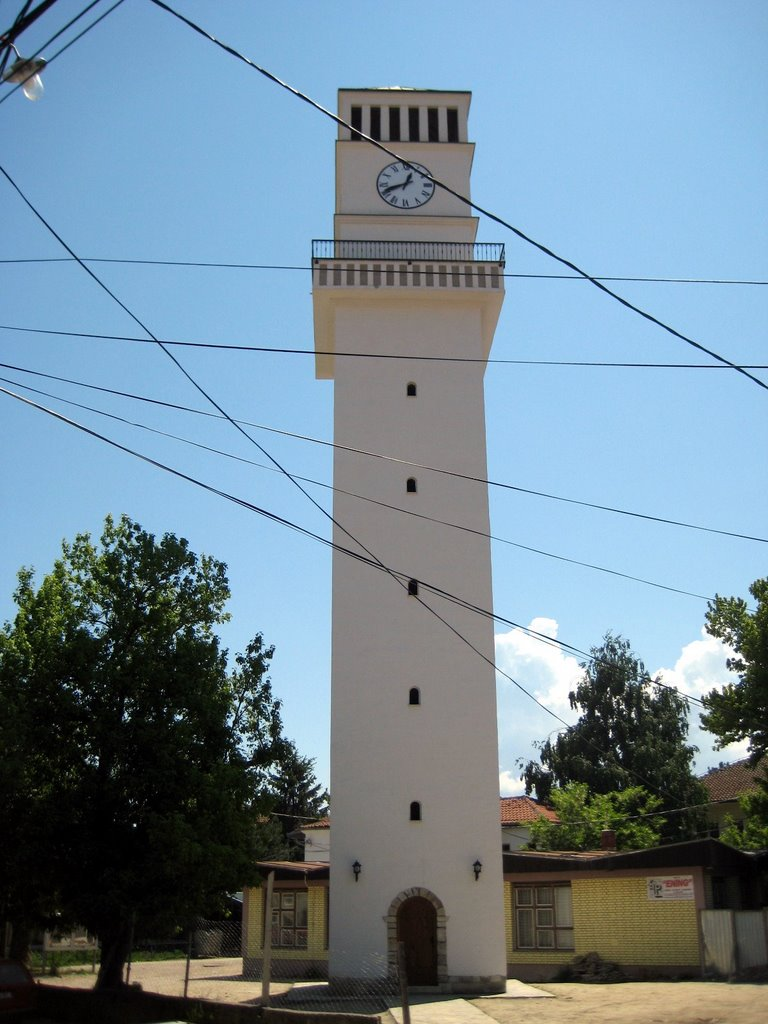
時計塔
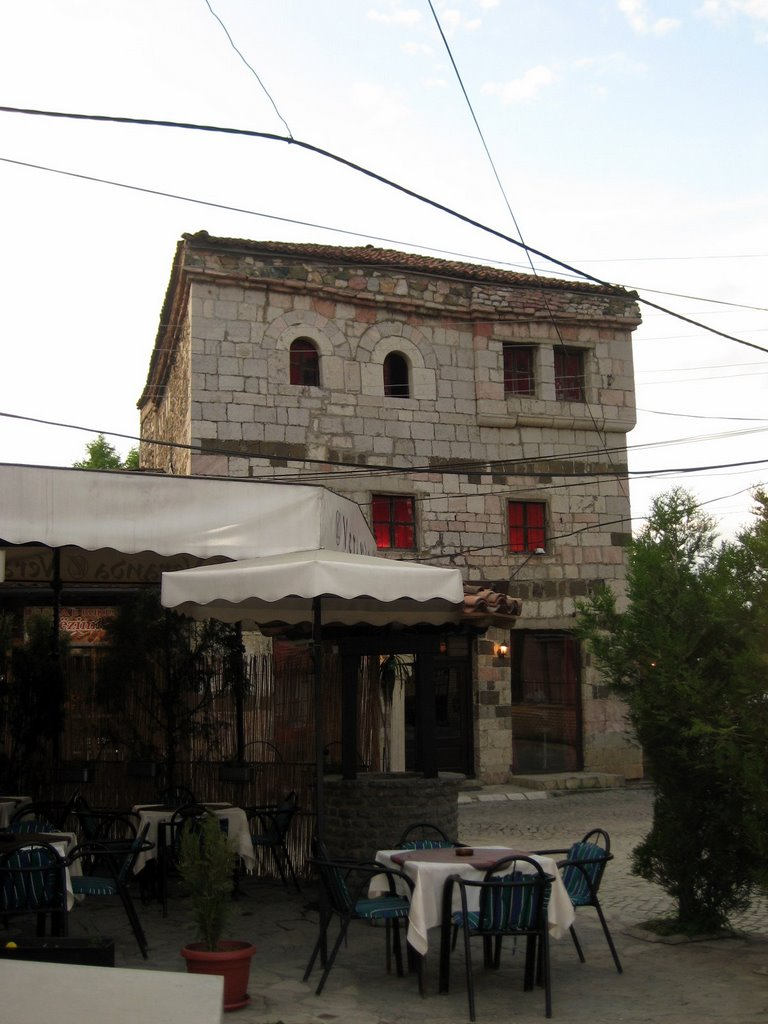
古い石造りの建物
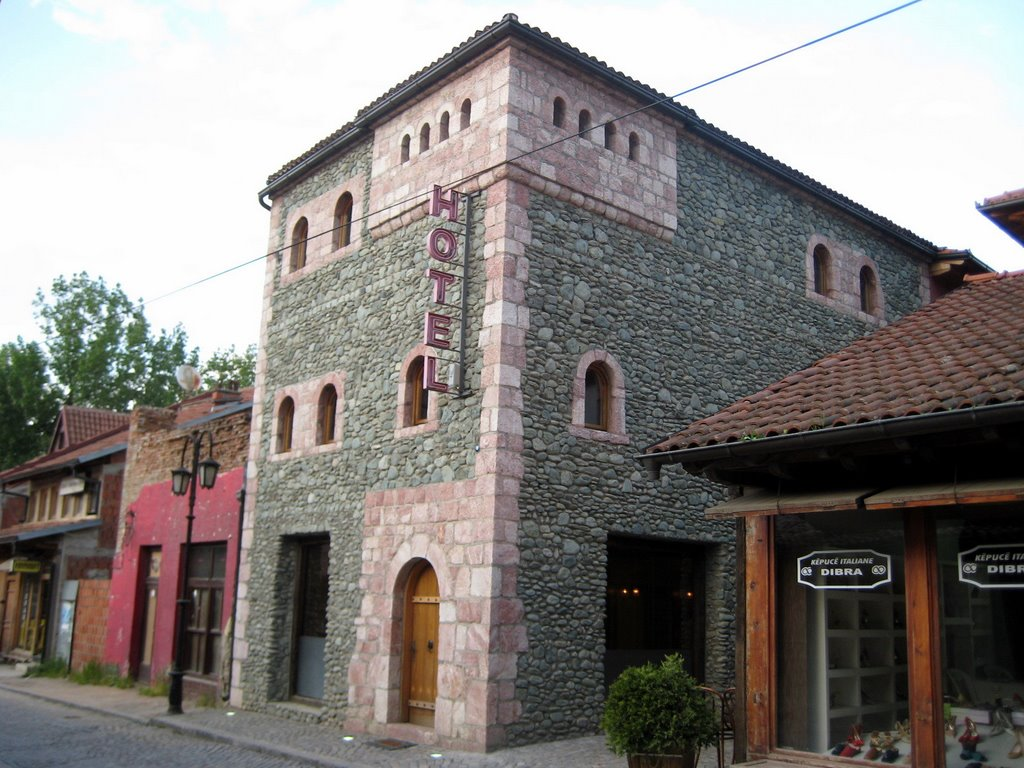
ホテル
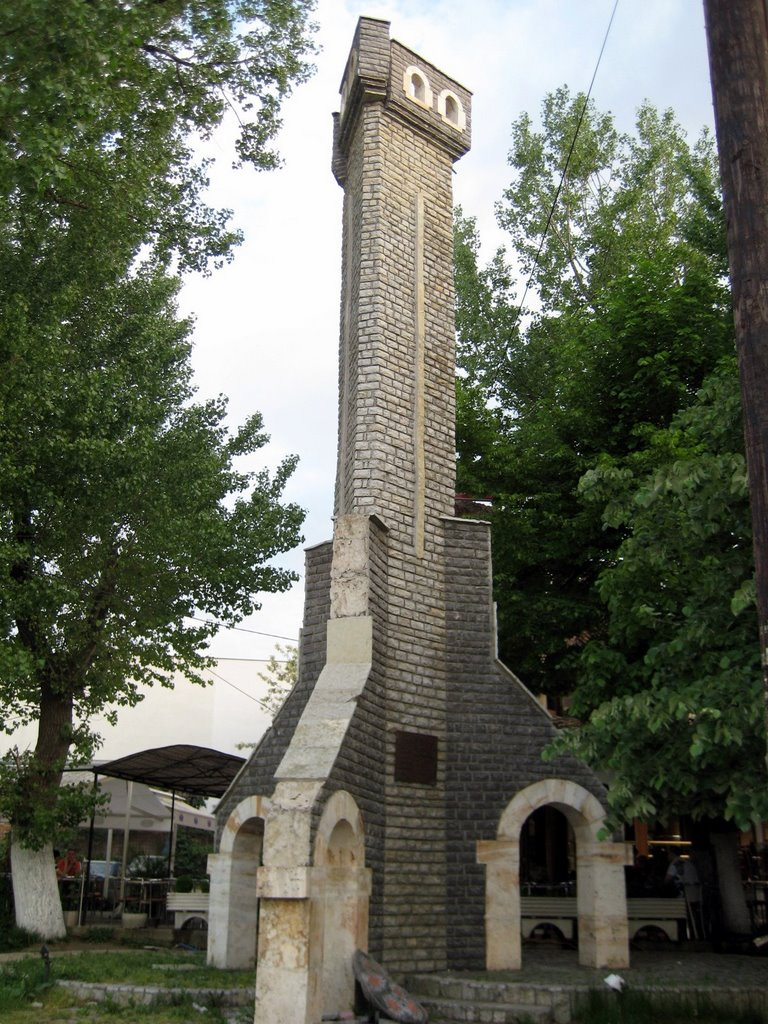
モニュメント
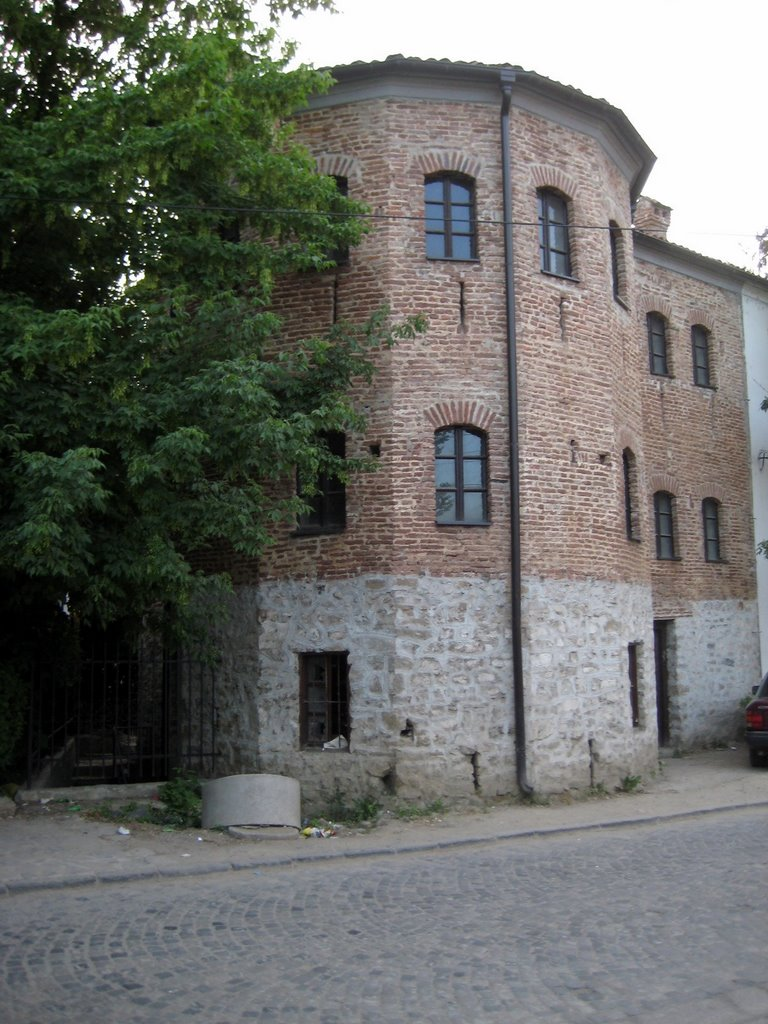
ジャコヴァのプリズレン連盟の建物
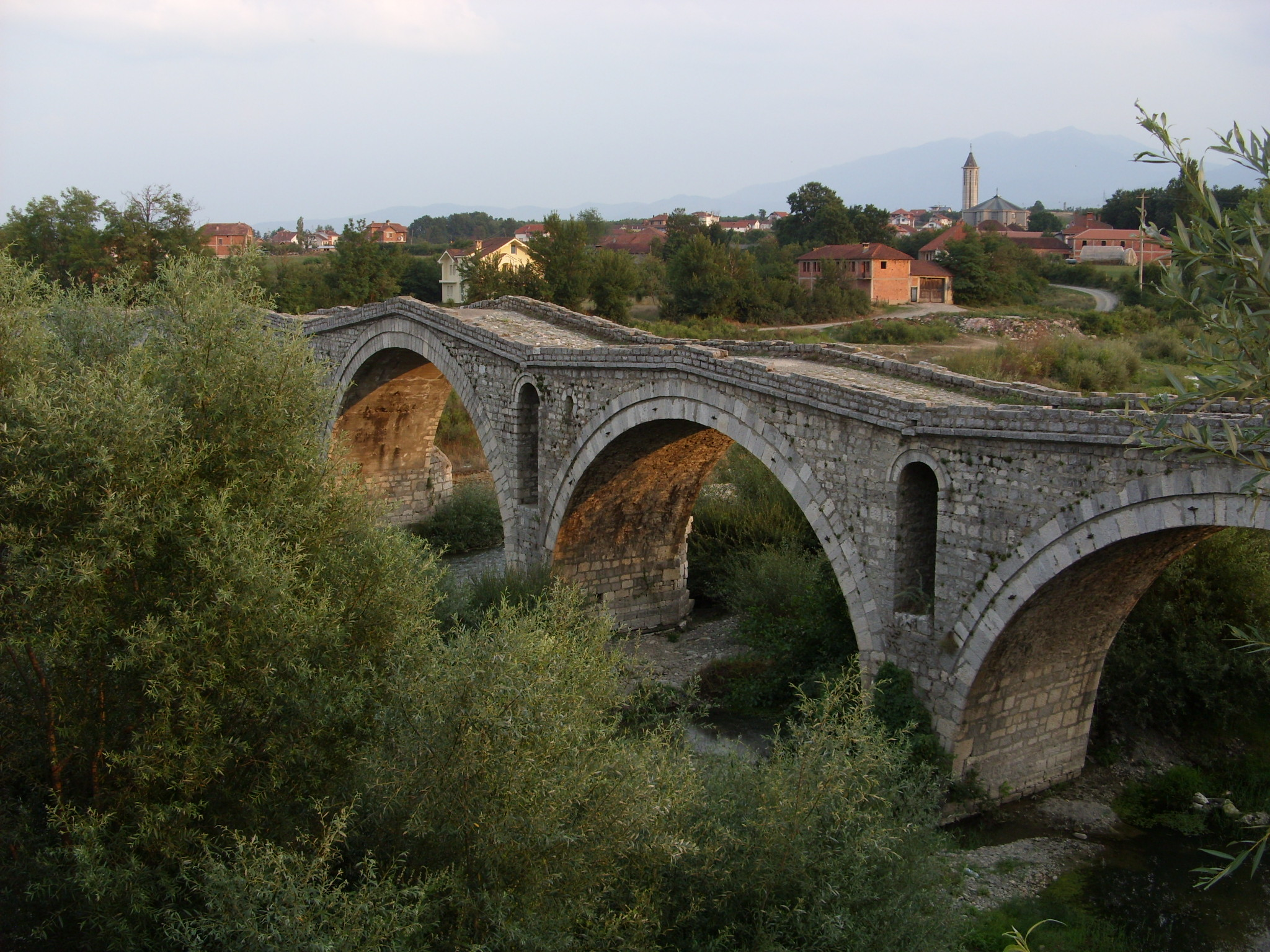
トルコ風の石橋